# جوناثان برو
جوناثان برو (بالإسبانية: Jon Bru)‏ (و. 1977  م) هو راكب دراجة هوائية إسباني.

## سباقات أو مراحل فاز بها
| التاريخ        | السباق                       | المركز                      |
| -------------- | ---------------------------- | --------------------------- |
| 03 أبريل 2004  | جائزة ميغيل إندوراين 2004    | المرتبة 14 في التصنيف العام |
| 02 أبريل 2005  | جائزة ميغيل إندوراين 2005    | المرتبة 17 في التصنيف العام |
| 08 أبريل 2005  | طواف إقليم الباسك 2005       | الرابع في تصنيف الجبال      |
| 18 سبتمبر 2005 | جراند بريكس دي إسبيرجوس 2005 | السابع في التصنيف العام     |
| 01 أبريل 2006  | جائزة ميغيل إندوراين 2006    | العاشر في التصنيف العام     |
| 20 أغسطس 2006  | 2006 Clásica a los Puertos   | المركز الثاني               |
| 27 يناير 2008  | داون أندر 2008               | التاسع في تصنيف الجبال      |

## روابط خارجية
- جوناثان برو على موقع الاتحاد الدولي للدراجات (الإنجليزية)
- جوناثان برو على موقع أرشيف الدراجات (الإنجليزية)
- جوناثان برو على موقع إحصائيات الدراجات الإحترافية (الإنجليزية)
- جوناثان برو على موقع نسبة الدراجات (الإنجليزية)